# Ifeanyi Emeghara
Ifeanyi Emeghara (* 24. März 1984 in Lagos) ist ein ehemaliger nigerianischer Fußballspieler.

## Karriere

### Verein
Emeghara startete 2002 seine Karriere bei FC Ebedei und wechselte nach einer Saison zum Teleoptik Zemun. 2004 wechselte er zum Partizan Belgrad. Im Januar 2006 kam der Wechsel nach Rumänien zum FCU Politehnica Timișoara. Seit 2007 steht er bei Steaua Bukarest unter Vertrag, das für ihn etwa 1.200.000 € zahlte. Mit dem Sieg im rumänischen Pokal im Jahr 2011 gewann er seinen ersten Titel mit dem Rekordmeister. Im Jahr 2012 kam er nicht mehr zum Einsatz und er löste seinen Vertrag Ende des Jahres auf. Anfang 2013 verpflichtete ihn der aserbaidschanische Klub FK Qəbələ. Auch dort kam er lediglich auf vier Einsätze in der Premyer Liqası. Anschließend beendete er seine Laufbahn.

### Nationalmannschaft
Emeghara bestritt 2007 gegen Australien sein erstes Länderspiel; die Partie ging 0:1 verloren.

## Erfolge
- Serbischer Meister: 2005
- Rumänischer Pokalsieger: 2011